# Brachionidium capillare
Brachionidium capillare är en orkidéart som beskrevs av Carlyle August Luer och Alexander Charles Hirtz. Brachionidium capillare ingår i släktet Brachionidium och familjen orkidéer.
Artens utbredningsområde är Ecuador. Inga underarter finns listade i Catalogue of Life.